# پیتر آنگر
پیتر کی آنگر (به انگلیسی: Peter Unger، زادهٔ ۲۵ آوریل ۱۹۴۲) فیلسوف معاصر آمریکایی و استاد گروه فلسفه در دانشگاه نیویورک است. علایق اصلی او در زمینه‌های متافیزیک، معرفت‌شناسی، اخلاق و فلسفه ذهن است.

## زندگی‌نامه
آنگر هم‌زمان با دیوید لوئیس در کالج سوارثمور تحصیل کرد، و در سال ۱۹۶۲ لیسانس فلسفه گرفت، او در دانشگاه آکسفورد، زیر نظر آلفرد جی آیر به تحصیل ادامه داده و در سال ۱۹۶۶ مدرک دکترا گرفت.
آنگر پایان‌نامه‌ای در موضوع شک‌گرایی فلسفی نوشته‌است. او در کتاب «جهل» (۱۹۷۵)، استدلال می‌کند که هیچ‌کس چیزی نمی‌داند و حتی هیچ‌کس آن‌قدر معقول یا موجه نیست که چیزی را باور کند.
آنگر درکتاب «نسبیت فلسفی» (۱۹۸۴) استدلال می‌کند که بسیاری از پرسش‌های فلسفی را نمی‌توان به‌طور قطعی پاسخ داد.
شناخته‌شده‌ترین اثر او در زمینه اخلاق کاربردی، «عمر طولانی و موافقت با مرگ» (۱۹۹۶) است. در این کتاب بیان می‌کند که شهروندان کشورهای جهان اول وظیفه اخلاقی دارند که به مؤسسات خیریه (مانند آکسفام و یونیسف)کمک‌رسانی کرده و زمانی که تمام پول و دارایی خود را اهدا کردند، باید آنچه برای زنده ماندن لازم است فراهم کرده، و آنچه را که به دیگران تعلق دارد را به خودشان پس بدهند، حتی اگر در این فرایند مجبور به گدایی، قرض گرفتن یا سرقت شوند.
او در مقاله «مشکلات ذهنی بسیار» (۲۰۰۲)، برای دوگانه‌انگاری کنش متقابل در مورد مسائل ذهن و ماده بیان می‌کند که «هر یک از ما یک روح غیرمادی هستیم». این استدلال در کتاب «تمام قدرت در جهان» در سال ۲۰۰۶ بسط داده شده‌است.
او در کتاب «ایده‌های خالی» (۲۰۱۴)، استدلال می‌کند که فلسفه تحلیلی هیچ نتیجه قابل‌توجهی در مورد چگونگی اوضاع با واقعیت‌های ملموس ارائه نکرده‌است.

## آثار برگزیده

### کتاب‌ها
- جهل: موردی برای شک (انتشارات دانشگاه آکسفورد، ۱۹۷۵ و ۲۰۰۲)، شابک ‎۰-۱۹-۸۲۴۴۱۷-۷.
- نسبیت فلسفی (بلک‌ول و مینه‌سوتا، ۱۹۸۴؛ آکسفورد، ۲۰۰۲)، شابک ‎۰−۱۹−۵۱۵۵۵۳-X.
- هویت، آگاهی و ارزش (آکسفورد، ۱۹۹۰)، شابک ‎۰-۱۹-۵۰۷۹۱۷-۵.
- عمر طولانی و موافقت با مرگ': توهم ما از بی‌گناهی (آکسفورد، ۱۹۹۶)، شابک ‎۰-۱۹-۵۱۰۸۵۹-۰.
- تمام قدرت‌های جهان (آکسفورد، ۲۰۰۶)، شابک ‎۰-۱۹-۵۱۵۵۶۱-۰.
- مقالات فلسفی، جلد ۱ (آکسفورد، ۲۰۰۶)، شابک ‎۰-۱۹-۵۱۵۵۵۲-۱.
- مقالات فلسفی، جلد ۲ (آکسفورد، ۲۰۰۶)، شابک ‎۰-۱۹-۵۳۰۱۵۸-۷.
- ایده‌های خالی: نقد فلسفه تحلیلی (آکسفورد، ۲۰۱۴)، شابک ‎۹۷۸-۰-۱۹۹۳۳۰۸۱-۲.

### مقاله‌ها
- «تحلیلی از دانش واقعی»، مجله فلسفه، LXV (۱۹۶۸): ۱۵۷–۱۷۰.
- «دفاع از شک و تردید»، بررسی فلسفی، LXXX (۱۹۷۱): ۱۹۸–۲۱۹.
- «یگانگی در علیت»، فصل‌نامه فلسفی آمریکایی، ۱۴ (۱۹۷۷): ۱۷۷–۱۸۸.
- «هیچ چیز معمولی وجود ندارد»، سینتز، ۴۱ (۱۹۷۹): ۱۱۷–۱۵۴.
- «من وجود ندارم»، در Perception and Identity، جی. اف مک‌دونالد (ویرایش)، لندن: مک‌میلان، ۱۹۷۹ و قانون اساسی، مایکل سی‌ریا (ویرایش)، ۱۹۹۶.
- «چرا مردم وجود ندارند»، مطالعات غرب میانه در فلسفه، IV (۱۹۷۹): ۱۷۷–۲۲۲.
- «مشکل خیلی‌ها»، مطالعات غرب میانه در فلسفه، V (۱۹۸۰)، ص. ۴۱۱–۴۶۷.
- «نظریه علی مرجع»، مطالعات فلسفی، ۴۳ (۱۹۸۳): ۱–۴۵.
- «راز جسمانی و موضوع کیفیات»، مطالعات غرب میانه در فلسفه، XXII (۱۹۹۹)، ۷۵–۹۹.
- «به حداقل رساندن خودسری: به‌سوی متافیزیک بی‌نهایت جهان‌های بتنی منزوی»، مطالعات غرب میانه در فلسفه، IX (۱۹۸۴): ۲۹–۵۱.
- «مشکلات ذهنی بسیار»، مطالعات آکسفورد در متافیزیک، جلد ۱، آکسفورد، ۲۰۰۲.
- «اراده آزاد و علم‌گرایی»، فلسفه و پژوهش پدیدارشناسی، ش. ۶۵ (۲۰۰۲).
- «بقای معقول»، دیدگاه‌های فلسفی، ش. ۱۴ (۲۰۰۰).